# بلقاء حريرية
بلقاء حريرية (الاسم العلمي:Melaleuca sericea) هو نوع من النباتات يتبع جنس البلقاء من فصيلة الآسية.